# Die for a Man
Die for a Man è un singolo della cantante statunitense Bebe Rexha, in collaborazione con il rapper statunitense Lil Uzi Vert, pubblicato il 30 aprile 2021 dalla Warner Records come quarto estratto dal secondo album in studio Better Mistakes.

## Descrizione
Die for a Man è un brano di genere pop e hip hop composto in chiave di Mi minore con un tempo di 90 battiti per minuto. È stato scritto dalla stessa cantante con la collaborazione di Buzz, Jason Gill, Nick Mira e Lil Uzi Vert, ed è stato prodotto da Gill e Mira. Il pezzo è stato presentato in anteprima a settembre del 2020 attraverso il profilo Instagram di Rexha; successivamente, è stato reso pubblico in rete illegalmente. In un'intervista con Variety, la cantante ha parlato di come la canzone, che ha scritto dopo una rottura, sia diventata per lei un inno all'emancipazione.

## Tracce
Download digitale
1. Die for a Man (feat. Lil Uzi Vert) – 2:47
2. Sacrifice – 2:40

Download digitale - Galantis Remix
1. Die for a Man (feat. Lil Uzi Vert) (Galantis Remix) – 2:36